# 신정동 (울산)
신정동(新停洞)은 울산광역시 남구의 법정동이다. 이를 관할하는 행정동으로는 신정1동 · 2동 · 3동 · 4동 · 5동이 있으며 울산광역시청과 광역시의회, 공업탑 등이 위치한 정치 · 교통의 중심지이다.

## 지리적 위치
신정동은 지리적으로 남구의 중앙에 위치하면서 북쪽에 닿아 있어 중구와의 경계가 되는 태화강과 접하고 있다. 또한 남산과도 접하고 있어 산과 강을 모두 접하는 지역이다. 동쪽으로는 달동, 삼산동, 야음동과 접하며 남쪽으로는 두왕동과 선암동, 서쪽으로는 옥동, 무거동과 접하고 있다. 또한 북쪽으로는 태화강을 접하여 행정적으로 중구와 경계를 두고 있다.

## 주요기관
울산광역시청 · 공업탑 · 종하체육관 · 울산대공원 동문 · 울산문화예술회관 · 울산남부경찰서 · 울산어린이청소년도서관 · 한국은행 울산본부 · 울산광역시종합건설본부 · 강남교육지원청 · 울산상공회의소 

### 언론
- 기독교울산방송

### 교육
- 월봉초등학교 · 신정초등학교 · 울산중앙초등학교
- 울산서여자중학교 · 신정중학교 · 월평중학교
- 울산공업고등학교 · 신정고등학교 · 학성고등학교 · 울산강남고등학교 · 울산여자고등학교

## 주거
| 단지명                        | 건설사                | 시행사                              | 주소                                                         | 입주        | 비고                                           |
| ----------------------------- | --------------------- | ----------------------------------- | ------------------------------------------------------------ | ----------- | ---------------------------------------------- |
| 대공원 아이파크 (舊 신정현대) | 현대산업개발          | 현대산업개발                        | 남구 문수로410번길 10 (1단지) 남구 대공원로99번길 38 (2단지) | 1994년 12월 |                                                |
| 문수로 아이파크 1차           | 현대산업개발          | 현대산업개발                        | 남구 문수로409번길 20 (1단지)                                | 2003년 9월  | 구 동양나이론 사택 →구 ㈜효성 울산공장 제1사택 |
| 문수로 아이파크 1차           | 현대산업개발          | 현대산업개발                        | 남구 문수로409번길 23 (2단지)                                | 2003년 9월  | 구 동양나이론 사택 →구 ㈜효성 울산공장 제1사택 |
| 문수로 아이파크 2차           | 현대산업개발          | 현대산업개발                        | 남구 동산로69번길 13 (1단지)                                 | 2013년 12월 |                                                |
| 문수로 아이파크 2차           | 현대산업개발          | 현대산업개발                        | 남구 동산로69번길 14 (2단지)                                 | 2013년 12월 |                                                |
| 신정 현대홈타운 3단지         | 현대건설              | 신정·야음 재건축조합 현대건설       | 남구 수암로129번길 25                                        | 2001년 11월 | 신정주공·야음주공 재건축 3,4단지는 야음동 소재 |
| 신정 현대홈타운 4단지         | 현대건설              | 신정·야음 재건축조합 현대건설       | 남구 대암로 51                                               | 2001년 11월 | 신정주공·야음주공 재건축 3,4단지는 야음동 소재 |
| 대공원 월드메르디앙           | 월드건설㈜            | ㈜리더스개발                        | 남구 대공원로 207                                            | 2008년 6월  |                                                |
| 신정 롯데캐슬 킹덤            | 롯데건설              | ㈜유한주택                          | 남구 문수로 471                                              | 2008년 6월  |                                                |
| 라엘에스                      | 롯데건설 SK에코플랜트 | 남구B-08구역 주택재개발정비사업조합 |                                                              |             |                                                |

## 같이 보기
- 포털:대한민국